# El caso Neruda
El caso Neruda es una novela policiaca del escritor chileno Roberto Ampuero protagonizada por el detective privado Cayetano Brulé. Publicada el 25 de agosto de 2008 en Chile (salió en octubre del mismo año en América Latina y enero de 2009 en España), El caso Neruda es la sexta de la serie, precedida por ¿Quién mató a Cristián Kustermann? (1993), Boleros en La Habana (1994), El alemán de Atacama (1996), Cita en el Azul Profundo (2001) y Halcones de la noche (2005),  y seguida de la Bahía de los misterios (2013). Es el primer libro que Ampuero publicó en Norma, tras dejar Planeta. Esta especie de precuela donde Cayetano, mientras se dirige a ver a unos posibles clientes, rememora cómo se inició en el oficio detectivesco, salió el lunes 25 de septiembre de 2008 en toda Hispanoamérica. 
Brulé conoce a Pablo Neruda en una fiesta adonde ha llegado a través de Ángela Undurraga Cox, la mujer por la que el cubano decidió instalarse en Chile. El poeta lo cita en famosa casa La Sebastiana pues, como gran lector de novelas policiales, ha descubierto en el joven Cayetano su potencial como detective privado y le encomienda su primera investigación: que encuentre a una hija que  habría tenido en México, a principios de los años 40.
Desde la publicación del libro a la fecha lidera la venta de libros de ficción en Chile, estando en el primer lugar por 5 semanas seguidas.
La prestigiosa revista alemana Buchkultur seleccionó El caso Neruda entre las diez mejores novelas policiales de la temporada (N.º 7).

## Producción
Roberto Ampuero ha dicho que se le ocurrió por primera vez la idea de encontrar a Pablo Neruda y Cayetano Brulé cuando Valparaíso lo declaró Hijo Ilustre. Terminada la ceremonia, mientras recorría su ciudad natal, llegó a La Sebastiana y pensó que si Brulé había arribado a Valparaíso en 1971, debió haber encontrado el poeta. La inspiración para la trama del libro la obtuvo del poema "La pródiga", contenido en Los versos del capitán, cuando Neruda dice en un verso "Yo te pregunto, dónde está mi hijo?". Para crear el personaje de Neruda, Ampuero cuenta que consultó textos, documentales y grabaciones y dice que "entre los textos esenciales están los de Sarita Vial, Margarita Aguirre, Virginia Vidal, Inés María Cardone, Matilde Urrutia, Pili García Tello, y los de Hernán Loyola, David Schidlovsky, Enrico Mario Santi, Jaime Concha, Volodia Teitelboim, y los de Jorge Edwards y Antonio Skármeta, desde luego".
Para su promoción Norma creó un sitio web y dos videos. Además, organizaron un concurso denominado Pregúntele a Roberto Ampuero, en página de internet.
Durante la gira promocional del libro, Roberto Ampuero dijo el 3 de noviembre de 2008, que tenía la duda de cómo iban a recibir su libro el mundo nerudiano, pero se le aclaró tal duda el lunes 2 de noviembre de 2008, cuando La Sebastiana, que está siempre cerrada ese día, abrió sus puertas exclusivamente para recibirlo.

## Trama
La historia comienza en Valparaíso en 2008, cuando Cayetano Brulé —detective privado de origen cubano que creció en Florida, Estados Unidos y reside en Valparaíso— es requerido para un trabajo en las oficinas de AR&A. Camino a ellas se detiene en una tienda para tomar un café y fumarse un cigarro, y entonces empieza a recordar. A comienzos de agosto de 1973 —pocos días antes del golpe militar, que se ve venir—, Cayetano Brulé, quien entonces ronda los 30 años, conoce en una fiesta a Pablo Neruda. Entablan una conversación durante la cual poeta le pide que se junten en La Sebastiana para pedirle que busque a un médico en México. En realidad, este es solo un pretexto, ya que el verdadero objetivo de Neruda es dar con su hija, que habría tenido con la esposa del doctor.